# Куриа
Куриа (англ. Kuria) — атолл в северной части островов Гилберта в Тихом океане. Расположен в 12 км к северо-западу от атолла Аранука.

## География
Атолл состоит из двух небольших островков, Буарики и Онееке, разделённых узким проливом. Эти островки окружены окаймляющим рифом, достигающим максимальной ширины в восточной части атолла.

## Население
По переписи 2010 года населения атолла Куриа составляет 980 человек.
| Поселение   | Английское название | Население, чел. (2010) | Площадь, км² | Плотность, чел./км² |
| ----------- | ------------------- | ---------------------- | ------------ | ------------------- |
| Онееке      | Oneeke              | 154                    | 5,25         | 29,33               |
| Маненауа    | Manenaua            | 191                    | 10,227       | 80,77               |
| Табонтебике | Tabontebike         | 91                     | 10,227       | 80,77               |
| Буарики     | Buariki             | 169                    | 10,227       | 80,77               |
| Норауэа     | Norauea             | 247                    | 10,227       | 80,77               |
| Боуатоа     | Bouatoa             | 128                    | 10,227       | 80,77               |
| Всего       | Total               | 980                    | 15,477       | 63,32               |

## Мифология
Согласно мифологическим представлениям народа кирибати, атолл Куриа, как и другие острова в архипелаге Гилберта, были созданы богом Нареау.